# Innocenty (Bielajew)
Innocenty, imię świeckie Iwan Wasiljewicz Bielajew (ur. 11 września?/23 września 1862, zm. 27 sierpnia?/9 września 1913 w Tyflisie) – rosyjski biskup prawosławny.

## Życiorys
Jego ojciec był kapłanem prawosławnym, służył w eparchii włodzimierskiej i suzdalskiej. Iwan Bielajew ukończył seminarium duchowne we Włodzimierzu, zaś w 1885 uzyskał tytuł kandydata nauk teologicznych w Kazańskiej Akademii Duchownej. W tym okresie wstąpił w związek małżeński. Po ukończeniu Akademii został zatrudniony jako nauczyciel w szkole żeńskiej w Tobolsku, a następnie w gimnazjum żeńskim w tym samym mieście.
Po stracie żony i dzieci, w marcu 1895 złożył wieczyste śluby mnisze, przyjmując imię Innocenty. 26 marca tego samego roku przyjął święcenia kapłańskie. Następnie otrzymał godność archimandryty, został wyznaczony na rektora seminarium duchownego w Wilnie oraz przełożonego monasteru Trójcy Świętej w Wilnie. W 1898 opublikował pracę zatytułowaną "O postrzyżynach mniszych", za którą w 1899 Kazańska Akademia Duchowna nadała mu tytuł naukowy magistra teologii.
1 sierpnia 1899 w soborze św. Izaaka w Petersburgu został wyświęcony na biskupa sumskiego, wikariusza eparchii charkowskiej. Po dwóch latach przeniesiony do eparchii petersburskiej z tytułem biskupa narwskiego. W 1903 objął katedrę tambowską, gdzie okazał się doskonałym organizatorem. Jego talent administracyjny zwrócił na niego uwagę Świętego Synodu, który dwukrotnie zapraszał go do udziału w obradach, powierzył organizację wizytacji w eparchiach władykaukaskiej (1907), a następnie jekaterynosławskiej (1909). Był bliskim przyjacielem i współpracownikiem metropolity petersburskiego Antoniego (Wadkowskiego).
W 1909 otrzymał godność arcybiskupa kartlińskiego i kachetyńskiego razem z tytułem egzarchy Gruzji i stałym członkostwem w Świętym Synodzie. Zmarł nagle wskutek choroby serca w 1913.